# قدرت آتش اژدها
قدرت آتش اژدها (به انگلیسی: Power of the Dragonflame)  پنجمین آلبوم استودیویی گروه سمفونیک پاور متال ایتالیایی راپسودی (بعدتر راپسودی آو فایر) است که در  ۱۸ مارس ۲۰۰۲ توسط شرکت ضبط موسیقی آلمانی لیمب میوزیک منتشر شد. این آلبوم همچنین آخرین فصل از حماسهٔ «شمشیر زمردین» را روایت می‌کند.

## فهرست آهنگ‌ها
تمامی ترانه‌های این آلبوم را لوکا توریلی نوشته‌‌است و آهنگسازی آن را لوکا توریلی و آلکس استاروپولی انجام داده‌اند. استاروپولی همچنین کار تنظیم ارکستر را نیز برعهده داشته‌است این آلبوم دارای ۱۰ ترک به‌شرح زیر است:
| شماره ترک | عنوان | مدت‌زمان |
| --------- | --- | ------- |
| ۱         | In Tenebris | ۱:۲۸    |
| ۲         | Knightrider of Doom                                                                                                   | ۳:۵۶    |
| ۳         | Power of the Dragonflame                                                                                              | ۴:۲۷    |
| ۴         | The March of the Swordmaster                                                                                          | ۵:۰۳    |
| ۵         | When Demons Awake | ۶:۴۶    |
| ۶         | Agony Is My Name | ۴:۵۷    |
| ۷         | Lamento Eroico | ۴:۳۸    |
| ۸         | Steelgods of the Last Apocalypse                                                                                      | ۵:۴۸    |
| ۹         | The Pride of the Tyrant                                                                                               | ۴:۵۳    |
| ۱۰        | Gargoyles, Angels of Darkness I. Angeli di Pietra Mistica II. Warlords' Last Challenge III. ...And the Legend Ends... | ۱۹:۰۲   |

این آلبوم همچنین با تیراژی محدود در دو نسخهٔ یکی همراه با یک دی‌وی‌دی تصویری و دیگری همراه با دو صفحهٔ گرامافون عکس‌دار انتشار یافت که در این دو نسخه، یک ترک اضافه نیز با عنوان Rise From The Sea Of Flames با مدت زمان ۳:۵۹ گنجانده شده بود. همچنین نسخهٔ دی‌وی‌دی‌دار آلبوم دارای  ویدیوکلیپ‌هایی به‌شرح زیر بود:
| شماره کلیپ | عنوان                        | مدت‌زمان |
| ---------- | ---------------------------- | ------- |
| ۱          | Introduction                 | ۰:۵۷    |
| ۲          | Rain Of A Thousand Flames    | ۵:۰۲    |
| ۳          | Epicus Furor - Emerald Sword | ۵:۳۹    |
| ۴          | Wisdom Of The Kings          | ۴:۴۷    |
| ۵          | Power Of The Dragonflame     | ۴:۳۸    |
| ۶          | Holy Thunderforce            | ۵:۱۳    |
| ۷          | Final Credits                | ۰:۴۳    |

## اعضا
اصلی
- فابیو لیونه – خواننده، همخوان و آوازهای اپرایی
- لوکا توریلی - گیتار لید و گیتار ریتم
- آلکس استاروپولی - کیبورد، هارپسیکورد و پیانو
- آلکس هولتزوارت - درام

مهمان
- جی لنسفورد - راوی
- مانوئل استاروپولی – فلوت ریکوردر باروک
- دانا لوری – ویلن
- ساشا پیت – گیتار بیس، همچنین گیتار کلاسیک بخش آغازین ترانهٔ  Gargoyles, Angels of Darkness
- یوهانس مونو – گیتار کلاسیک بخش‌های آغازین و اینترلود ترانهٔ  Gargoyles, Angels of Darkness
- تاندرفورس - درام
- بریجیت فوگله – همخوان زن باروک

دیگر عوامل
- اریک فیلیپ – طراح لوگوی راپسودی
- مارک کلینرت – نگارگری آلبوم
- دی‌ال‌پی هامبورگ – طراحی جلد آلبوم
- کارستن کخ - عکاس